# 皮奥贝西-达尔巴
皮奥贝西-达尔巴（義大利語：Piobesi d'Alba），是意大利库内奥省的一个市镇。总面积3平方公里，人口1279人，人口密度426.3人/平方公里（2009年）。ISTAT代码为004168。